# فرانسیس مک‌دانلد
فرانسیس مک‌دانلد (انگلیسی: Francis McDonald؛ ۲۲ اوت ۱۸۹۱ – ۱۸ سپتامبر ۱۹۶۸) یک هنرپیشه اهل ایالات متحده آمریکا بود.
از فیلم‌ها یا برنامه‌های تلویزیونی که وی در آن نقش داشته است می‌توان به پسران مومیایی، مخاطرات پائولین، مراکش، بتلینگ باتلر و بو ژست اشاره کرد.

## درگذشت
مک دونالد در 18 سپتامبر 1968 درگذشت و در گورستان پارک یادبود والهالا در شمال هالیوود، کالیفرنیا به خاک سپرده شد.